# Josef Kolb

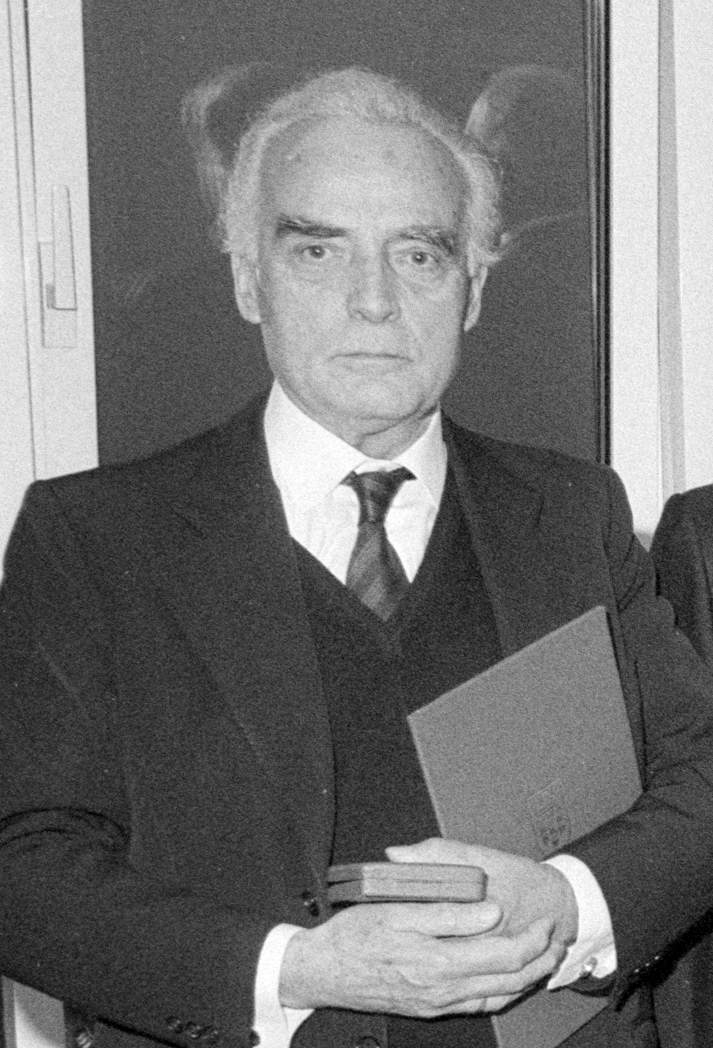
Josef Kolb (1985)

Josef Kolb (* 27. März 1914 in Lauterach, Vorarlberg; † 25. September 1994 in Innsbruck, Tirol) war ein österreichischer Physiker und Rektor der Leopold-Franzens-Universität Innsbruck.

## Leben
Josef Kolb maturierte 1935 an der Oberrealschule in Dornbirn (heute Bundesgymnasium Dornbirn). Nach Ableistung eines einjährigen freiwilligen Dienstes im Heer studierte er Physik an der Universität Innsbruck. Nach dem Anschluss Österreichs wurde er aufgrund eines Unfalls als Erntehelfer 1939 nicht zum Kriegsdienst einberufen. 1941 wurde er in Innsbruck mit einer Arbeit über die „Messung der Raumladung in Arbeitsstätten“ promoviert. Bis 1945 war er als Physiker bei der Kriegsmarine im Einsatz.
Unmittelbar nach Ende des Zweiten Weltkrieges wurde Kolb Wissenschaftlicher Assistent am Physikalischen Institut der Universität Innsbruck. Von 1952 bis 1954 absolvierte er einen Studien- und Forschungsaufenthalt zu Themen der Ultraschallphysik an der Brown University, am Massachusetts Institute of Technology (MIT) und an der Michigan State University. Nach seiner Rückkehr habilitierte er sich 1955 an der Philosophischen Fakultät in Innsbruck und engagierte sich für fachübergreifenden Fragen und der Geschichte der Physik. 1958 wurde Josef Kolb zum Außerordentlichen Professor ernannt. 1963 erfolgte die Ernennung zum Ordentlichen Universitätsprofessor für Experimentalphysik. 1969/70 war er Dekan der Philosophischen Fakultät mit den Abteilungen der Natur- und Geisteswissenschaften. 1970/71 war er Rektor der Leopold-Franzens-Universität Innsbruck.
Kolb engagierte sich vielfältig. Er hatte den Vorsitz der Österreichischen Physikalischen Gesellschaft (ÖPG) inne (1963/64) und war Vorstand in der Mathematisch-Physikalischen Gesellschaft in Innsbruck sowie im Naturwissenschaftlich-Medizinischen Verein. Zudem war er Vorstandsmitglied des Universitätsbundes. 
1985 erhielt er das Ehrenzeichen in Silber des Landes Vorarlberg.

## Publikationen
- Josef Kolb: Messung der Raumladung in Arbeitsstätten. Hölder-Pichler-Tempsky, Wien/Leipzig 1940.